# Horst H. Vollmer
Horst H. Vollmer (* 4. März 1935 in Krefeld; † 25. Oktober 2020 in Frankfurt am Main) war ein deutscher Hörspielregisseur und -sprecher.

## Leben und Wirken
Vollmer studierte Theaterwissenschaften und Sprachen. Ab 1964 arbeitete er für den Hessischen Rundfunk, viele Jahre lang als Oberspielleiter. Für den HR und als Gast für andere Sender führte er Regie bei mehr als 80 Hörspielen. Mehrere seiner Regiearbeiten wurden ausgezeichnet, darunter Moin Vaddr läbt von Walter Kempowski mit dem Hörspielpreis der Kriegsblinden (1980), Konzert für Sprecher und Orchester e-moll von Dieter Kühn als Hörspiel des Monats Oktober 1982 und Oliver von Werner Kofler mit dem Prix Futura Berlin (1983).

## Hörspiele (Auswahl)
Regie/Bearbeitung (Wort)/Sprecher:
- 1966: David Guy Compton: Der Leuchtturm (Original-Hörspiel – HR/SR)
- 1968: Caryl Churchill: Die Ameisen (Originalhörspiel – HR)
- 1968: Gabrielle Faure: Die rote Stadt (Hörspiel – HR)
- 1969: Theodor Weißenborn: Etwas (Hörspiel – HR)
- 1970: Hans Frick: Landstraße (Originalhörspiel – HR)
- 1972: Henrik Helge: Exitus (Kurzhörspiel – HR)
- 1974: Knut Hamsun: Gedämpftes Saitenspiel (2 Teile) (Hörspielbearbeitung – HR/SFB)
- 1976: Christopher Hampton: Herrenbesuch (auch Bearbeitung (Wort)) (Hörspiel – HR)
- 1978: Hermann Moers: Sand im Perfektionsgetriebe (Originalhörspiel – RB)
- 1979: Hans Magnus Enzensberger: Der Untergang der Titanic. Eine Komödie (auch Bearbeitung (Wort)) (Hörspielbearbeitung – HR/BR/SDR)
- 1980: Marek Nowakowski: Ich rede zu laut, sagen sie ... (auch Sprecher: Der Arzt) (Hörspiel – SDR)
- 1980: Walter Kempowski: Stichwort: Spracherweiterungen: Moin Vaddr läbt. a Ballahd inne Munnohrd kinstlich med Mosseg unde Jesann (Originalhörspiel, Mundarthörspiel (schlesisch) – HR)
  - Auszeichnung: Hörspielpreis der Kriegsblinden 1980
- 1982: Dieter Kühn: Konzert für Sprecher und Orchester e-moll (Originalhörspiel – HR/SDR)
  - Auszeichnung: Hörspiel des Monats Oktober 1982
- 1982: Bernard Krichefski: Stichwort: Arbeit in der Fremde (2. Folge: Betriebsunfall) (Hörspiel – HR)
  - Auszeichnung: Hörspiel des Monats November 1982
- 1982: Dieter Kühn: Hier spricht Mutter Goethe: Bettine von Arnim (Originalhörspiel – HR)
- 1982: Werner Kofler: Oliver (Originalhörspiel – HR)
  - Auszeichnung: Prix Futura 1983
- 1983: Truman Capote: Aus Studio 13 (Krimi Spezial): Handgeschnitzte Särge (2 Teile) (Hörspielbearbeitung, Kriminalhörspiel – SDR)
- 1983: George Ryga: Brief an einen Sohn (Hörspielbearbeitung – SDR/RIAS)
  - Auszeichnung: Hörspiel des Monats September 1983
- 1983: Françoise Campo-Timal: Anhaltende Treue (auch Sprecher des Einleitungstextes) (Hörspiel – SR/WDR)
- 1984: Walter Kempowski: Alles umsonst (Originalhörspiel – HR/WDR)
- 1985: Heinz W. Geisenberger: Neues aus dem Knast (4 Folgen) (Kurzhörspiele – HR)
- 1986: Dieter Kühn: Bettines letzte Liebschaften (2. Teil: Eine Reise zu Chopin) (Originalhörspiel – NDR/HR)
  - Auszeichnung: Hörspiel des Monats Februar 1986
- 1987: Christoph Hein: Horns Ende (3 Teile) (auch Bearbeitung (Wort)) (Hörspielbearbeitung – SDR)
- 1988: Roland Topor: Der Kongress reitet. Eine akustische Moritat (auch Bearbeitung (Wort)) (Hörspielbearbeitung – HR/NDR/SDR)
  - Auszeichnungen: Hörspiel des Monats April 1988 und Hörspiel des Jahres 1988
- 1993: Michael Schulte: Der Traum der Kreuzworträtsellöserin (Originalhörspiel – HR/MDR)

Nur Sprecher:
- 1971: Kobo Abe: Zeit für einen Dichter (Ansager) – Regie: Mathias Neumann (Originalhörspiel – HR)
- 1973: Franz Hiesel: In allerhöchster Not: Elias Dersch – Regie: Nicht angegeben (Originalhörspiel – HR/RB)
- 1985: Borislav Pekić: Ausflug in die Goldene Stadt (Sprecher des Kommentars) – Regie: Ulrich Lauterbach (Originalhörspiel – WDR)
- 1987: Zvonimir Bajsić: Janus oder Das Programm der Zukunft (Direktor I) – Regie: Ulrich Gerhardt (Originalhörspiel – SWF/SFB)
- 1994: Maria Lahusen: Oskar Schindler – ein vergessenes Hörspiel – Regie: Mathias Neumann (Originalhörspiel, Kurzhörspiel – Evangelische Medienzentrale Frankfurt am Main/Maria Lahusen)
- 2002: Jürgen Geers: Spielkultur (1. Folge: Prophet Hesekiel)  (Einziger Sprecher) – Regie: Jürgen Geers (Originalhörspiel, Kurzhörspiel – text&ton)
- 2002: Jürgen Geers: Kunstbetrachtung: Ästhetische Dignität – Regie: Jürgen Geers (Originalhörspiel, Kurzhörspiel – HR)
- 2009: Hanjo Kesting: Die Stunde des Detektivs oder Ödipus im neunzehnten Jahrhundert (Erzähler) – Regie: Gottfried von Einem (Hörspielbearbeitung – MDR)